# Amber Benson
Amber Nicole Benson (Birmingham (Alabama), 8 januari 1977) is een Amerikaans actrice, filmregisseur, schrijfster en danseres. Ze is vooral bekend van haar rol als Tara in de televisieserie Buffy the Vampire Slayer.
Amber Benson begon al op jonge leeftijd met acteren en dansen. Ze kreeg acteerlessen in plaatselijke theaterproducties, en danste op zesjarige leeftijd in de Notenkraker. Later speelde ze in enige films, zoals Bye Bye Love (1995) en Can't Hardly Wait (1998). Ook had ze een rol in King of the Hill van Steven Soderbergh, ze speelde hier de rol van een verlegen buurmeisje. Voor haar rol hierin werd Benson genomineerd voor een Young Artist Award for Best Youth Actress Co-Starring in a Motion Picture Drama. En in 2005 speelde ze in de film Race You To The Bottom.
In Buffy the Vampire Slayer speelt Benson Tara Maclay, die in de serie Willows vriendin is.

## Filmografie
- I Saw the TV Glow (2024) - Johnny Link's moeder
- A Murder to Remember (2020) (scenarioschrijver)
- The Nightmare Gallery (2019) - Professor Samantha Rand
- The Griddle House (2018) - Tiny
- Selling Isobel (2018) - Chloe
- Glossary of Broken Dreams (2018) - Pfefferkarree McCormick (documentaire)
- House of Demons (2018) - Maya
- Terror in the Woods (2018) (scenarioschrijver)
- Oscar Pistorius: Blade Runner Killer (2017) (scenarioschrijver)
- The Crooked Man (2016) - Grace Hutchinson
- Desire Will Set You Free (2015) - Jayne
- Dust Up (2012) - Ella
- The Killing Jar (2010) - Noreen
- Drones (2010) (co-regie)
- 7 Things to Do Before I'm 30 (2008) - Lori Madison
- Kiss the Bride (2007) - Elly
- Strictly Sexual (2006) - Donna
- Tripping Forward (2006) - Gwen
- Simple Things (2006) - Sally
- Angst (2006) - Julia
- Lovers, Liars & Lunatics (2006) - Justine (ook regie en producent)
- Race You to the Bottom (2005) - Maggie
- Intermedio (2005) - Barbie
- Latter Days (2003) - Traci Levine
- Chance (2002) - Chance (ook regie en producent)
- Taboo (2002) - Piper
- The Theory of the Leisure Class (2001) (scenarioschrijver)
- Don's Plum (2001) - Amy
- Hollywood, Pennsylvania (2001) - Mandy Calhoun
- The Prime Gig (2000) - Batgirl
- Deadtime (1999) - Patty
- Take It Easy (1999) - Justy
- Bye Bye, Love (1995) - Meg Damico
- Imaginary Crimes (1994) - Margaret
- Jack Reed: A Search for Justice (1994) - Nicole Reed
- S.F.W. (1994) - Barbara 'Babs' Wyler
- Jack Reed: Badge of Honor (1993) - Nicole Reed
- The Crush (1993) - Cheyenne
- King of the Hill (1993) - Ella McShane

## Televisieseries
*Exclusief eenmalige gastoptredens
- Buffy the Vampire Slayer (1999–2002) als Tara Maclay (47x)
- The Enforcers (2001, miniserie) als Abby
- Supernatural (2006 + 2011) als Lenore (2x)
- Count Jeff (2011) als Coleen (3x)
- Husbands (2012) als Boze moeder (2x)
- The Glass Slipper Confessionals (2014) als Tinkerbell (2x)
- Morganville: The Series (2014) als Amelie (6x, miniserie)

## Discografie
- Buffy the Vampire Slayer Cast - Once More, with Feeling (2002) (gastzang)
- Anthony Stewart Head en George Sarah - Music for Elevators (2002) (gastzang)